# Cetòpsids
La família dels cetòpsids (Cetopsidae) és constituïda per peixos actinopterigis d'aigua dolça i de l'ordre dels siluriformes.

## Morfologia
- Tenen 3 parells de barbetes sensorials.
- Absència d'aleta adiposa.
- Bufeta natatòria extremadament petita i continguda en una càpsula òssia.[1]

## Distribució geogràfica
Es troba a Sud-amèrica: des del nord de Colòmbia fins al centre de l'Argentina

## Gèneres i espècies
- Cetopsidium (Vari, Ferraris & de Pinna, 2005)[3]
  - Cetopsidium ferreirai  (Vari, Ferraris & de Pinna, 2005)
  - Cetopsidium minutum  (Eigenmann, 1912)
  - Cetopsidium morenoi  (Fernández-Yépez, 1972)
  - Cetopsidium orientale  (Vari, Ferraris & Keith, 2003)
  - Cetopsidium pemon  (Vari, Ferraris & de Pinna, 2005)
  - Cetopsidium roae  (Vari, Ferraris & de Pinna, 2005)
- Cetopsis  (Agassiz, 1829)[4]
  - Cetopsis amphiloxa  (Eigenmann, 1914)
  - Cetopsis arcana  (Vari, Ferraris & de Pinna, 2005)
  - Cetopsis baudoensis  (Dahl, 1960)
  - Cetopsis caiapo  (Vari, Ferraris & de Pinna, 2005)
  - Cetopsis candiru  (Spix & Agassiz, 1829)
  - Cetopsis coecutiens  (Lichtenstein, 1819)
  - Cetopsis fimbriata  (Vari, Ferraris & de Pinna, 2005)
  - Cetopsis gobioides  (Kner, 1858)
  - Cetopsis jurubidae  (Fowler, 1944)
  - Cetopsis montana  (Vari, Ferraris & de Pinna, 2005)
  - Cetopsis motatanensis  (Schultz, 1944)
  - Cetopsis oliveirai  (Lundberg & Rapp Py-Daniel, 1994)
  - Cetopsis orinoco  (Schultz, 1944)
  - Cetopsis othonops  (Eigenmann, 1912)
  - Cetopsis parma  (Oliveira, Vari & Ferraris, 2001)
  - Cetopsis pearsoni  (Vari, Ferraris & de Pinna, 2005)
  - Cetopsis plumbea  (Steindachner, 1882)
  - Cetopsis sandrae  (Vari, Ferraris & de Pinna, 2005)
  - Cetopsis sarcodes  (Vari, Ferraris & de Pinna, 2005)
  - Cetopsis starnesi  (Vari, Ferraris & de Pinna, 2005)
  - Cetopsis umbrosa  (Vari, Ferraris & de Pinna, 2005)
- Denticetopsis  (Ferraris, 1996)[5]
  - Denticetopsis epa  (Vari, Ferraris & de Pinna, 2005)
  - Denticetopsis iwokrama  (Vari, Ferraris & de Pinna, 2005)
  - Denticetopsis macilenta  (Eigenmann, 1912)
  - Denticetopsis praecox  (Ferraris & Brown, 1991)
  - Denticetopsis royeroi  (Ferraris, 1996)
  - Denticetopsis sauli  (Ferraris, 1996)
  - Denticetopsis seducta  (Vari, Ferraris & de Pinna, 2005)
- Helogenes  (Günther, 1863)[6]
  - Helogenes castaneus  (Dahl, 1960)
  - Helogenes gouldingi  (Vari & Ortega, 1986)
  - Helogenes marmoratus  (Günther, 1863)
  - Helogenes uruyensis  (Fernández-Yépez, 1967)
- Paracetopsis  (Bleeker, 1862)[7]
  - Paracetopsis atahualpa (Vari, Ferraris & de Pinna, 2005)
  - Paracetopsis bleekeri  (Bleeker, 1862)
  - Paracetopsis esmeraldas  (Vari, Ferraris & de Pinna, 2005)[8][9][10][11][12]